# Франсиску-Белтран
Франсиску-Белтран (порт. Francisco Beltrão) — муниципалитет в Бразилии, входит в штат Парана. Составная часть мезорегиона Юго-запад штата Парана. Входит в экономико-статистический микрорегион Франсиску-Белтран. Население составляет 72 409 человек на 2007 год. Занимает площадь 734,988 км². Плотность населения — 98,9 чел./км².

## История
Город основан 14 декабря 1951 года. 

## Статистика
- Валовой внутренний продукт на 2005 год составляет 690 751 000,00 реалов (данные: Бразильский институт географии и статистики).
- Валовой внутренний продукт на душу населения на 2005 год составляет 9756,00 реалов (данные: Бразильский институт географии и статистики).
- Индекс развития человеческого потенциала на 2000 год составляет 0,791 (данные: Программа развития ООН).

## География
Климат местности: субтропический. В соответствии с классификацией Кёппена, климат относится к категории Cfa.

## Галерея

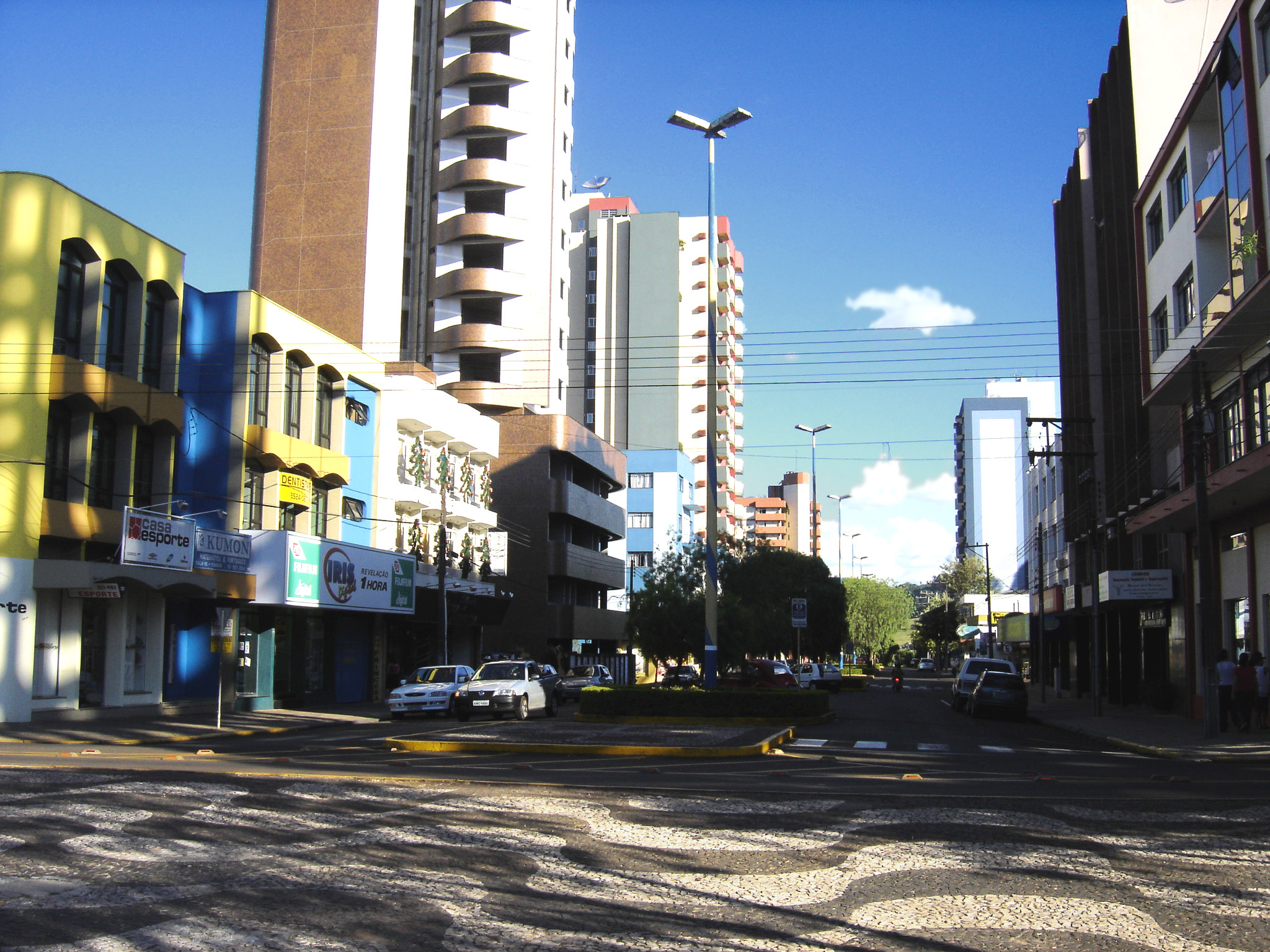
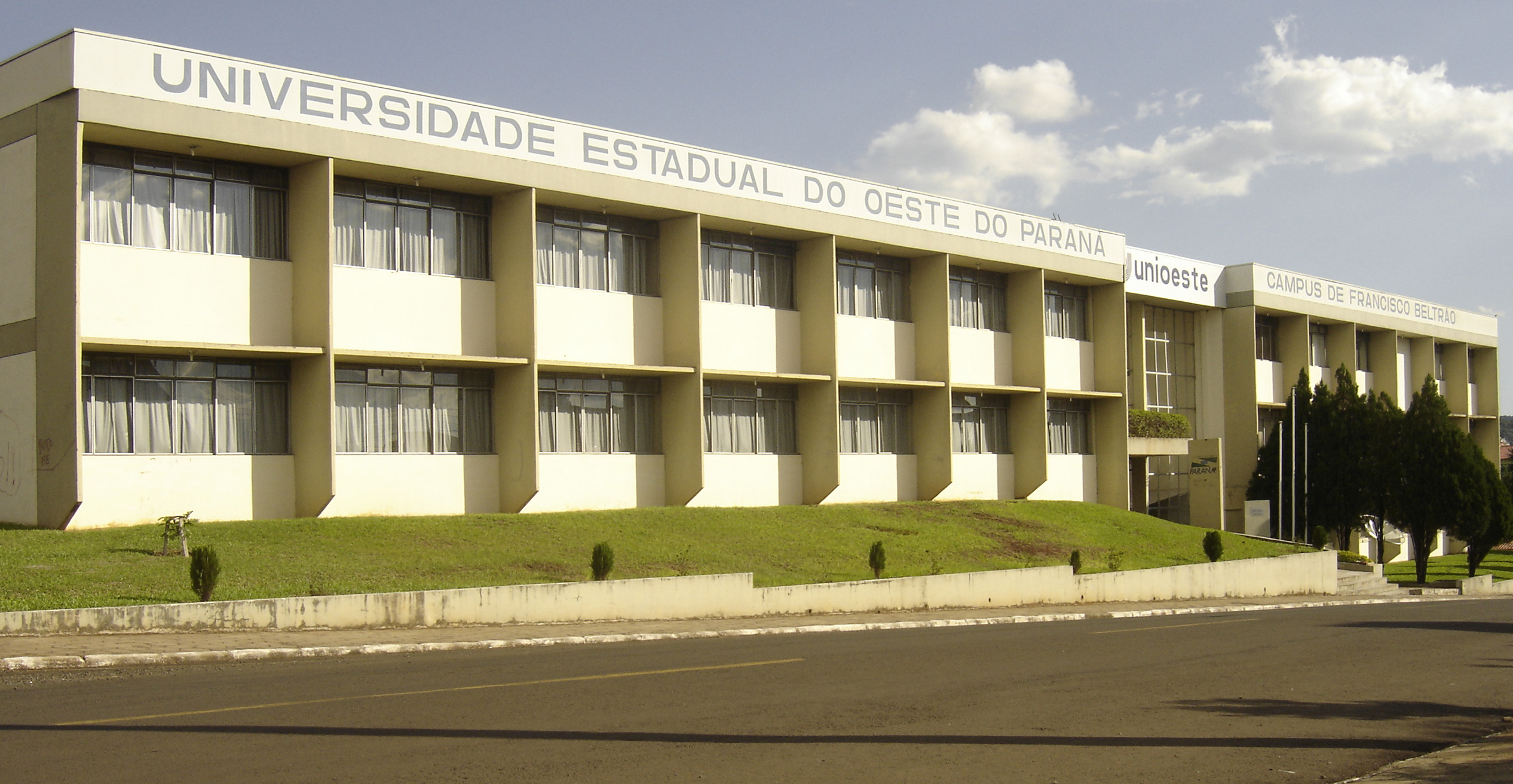
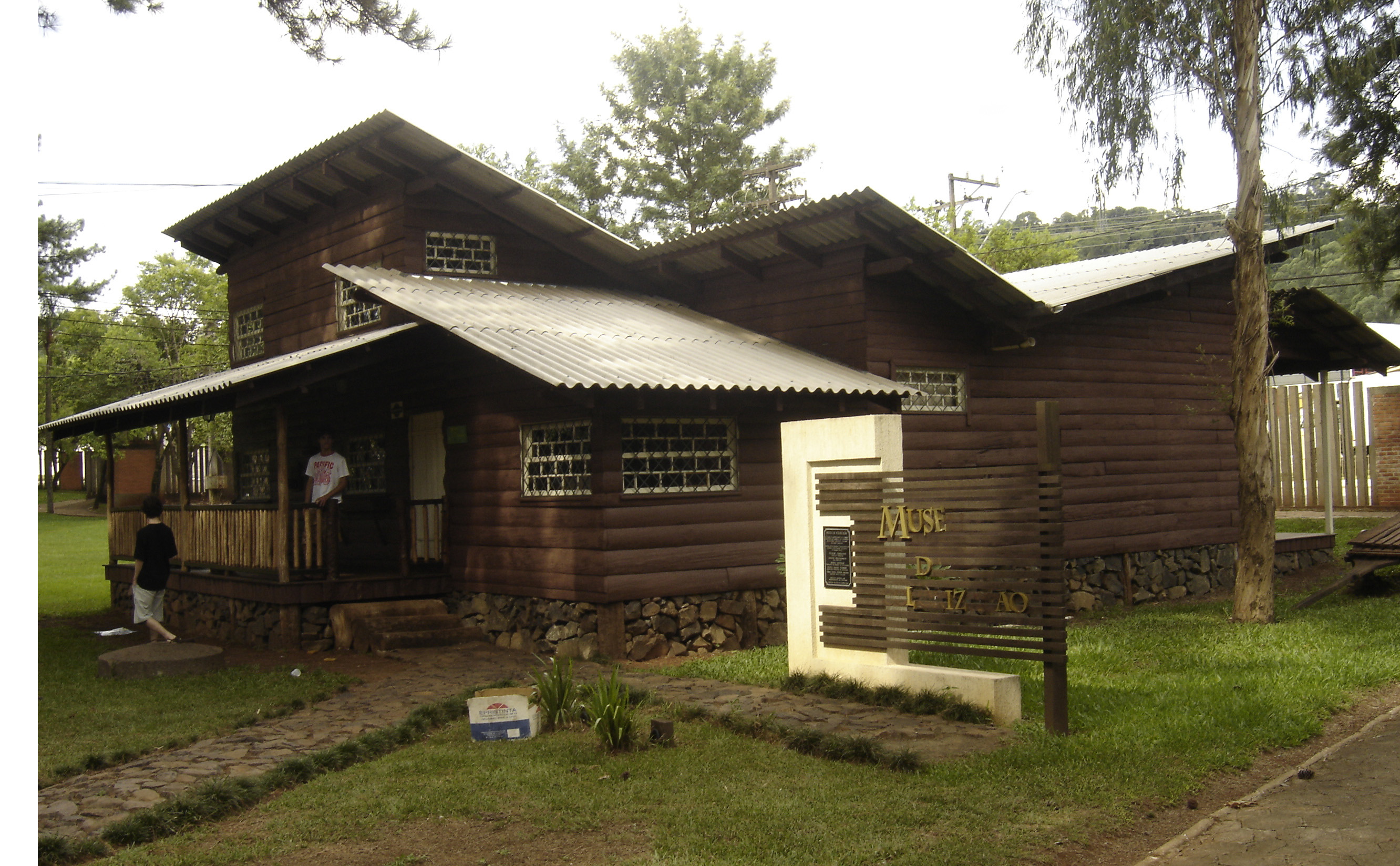
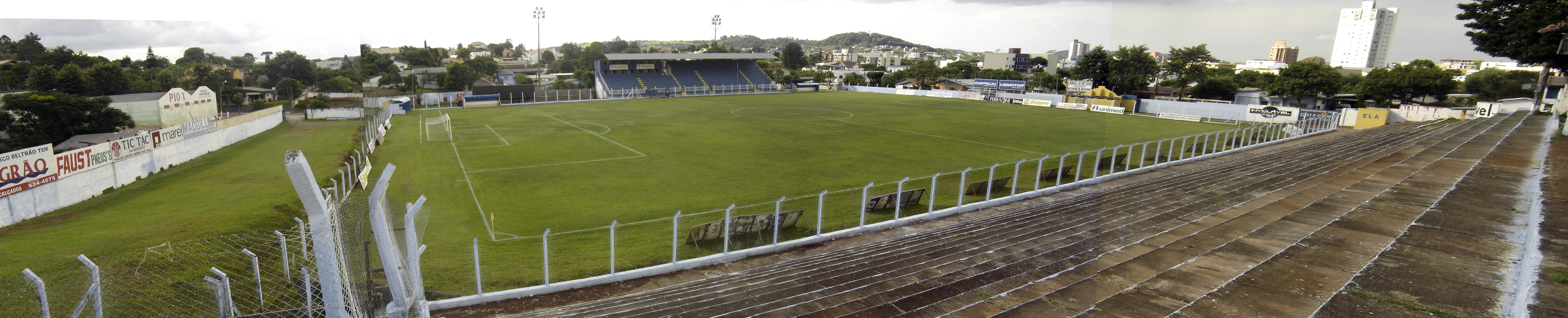